# Auranticarpa
Auranticarpa is een geslacht van kleine tot middelgrote bomen uit de familie Pittosporaceae. Het geslacht telt zes soorten die voorkomen in moessonwouden en regenwouden in Noord-Australië en Oost-Australië.

## Soorten
- Auranticarpa edentata L.W.Cayzer, Crisp & I.Telford
- Auranticarpa ilicifolia L.W.Cayzer, Crisp & I.Telford
- Auranticarpa melanosperma (F.Muell.) L.W.Cayzer, Crisp & I.Telford
- Auranticarpa papyracea L.W.Cayzer, Crisp & I.Telford
- Auranticarpa resinosa (Domin) L.W.Cayzer, Crisp & I.Telford
- Auranticarpa rhombifolia (A.Cunn. ex Hook.) L.W.Cayzer, Crisp & I.Telford